# Emarginea anna
Emarginea anna är en fjärilsart som beskrevs av William Schaus 1911. Emarginea anna ingår i släktet Emarginea och familjen nattflyn. Inga underarter finns listade i Catalogue of Life.